# Super Mario Bros. 3
Super Mario Bros. 3 es un videojuego de plataformas de 1988 desarrollado y publicado por Nintendo para la Nintendo Entertainment System (NES). Se lanzó para consolas domésticas en Japón el 23 de octubre de 1988, en Norteamérica el 12 de febrero de 1990 y en Europa el 29 de agosto de 1991. Fue desarrollado por Nintendo Entertainment Analysis and Development, dirigido por Shigeru Miyamoto y Takashi Tezuka.
Los jugadores controlan a los hermanos Mario o Luigi, quienes deben salvar a la Princesa Toadstool y a los gobernantes de siete reinos diferentes del antagonista Bowser. Al igual que en anteriores juegos de Mario, derrotan a los enemigos pisoteándolos o usando objetos que les otorgan poderes mágicos; también cuentan con nuevas habilidades, como volar y deslizarse por pendientes. Super Mario Bros. 3 introdujo muchos elementos que se convirtieron en clásicos de Super Mario, como los hijos de Bowser —los Koopalings— y un mapa del mundo para la transición entre niveles.
Super Mario Bros. 3 fue elogiado por la crítica por su desafiante jugabilidad y es ampliamente considerado como el mejor juego lanzado para la NES y uno de los mejores videojuegos de todos los tiempos. Es el tercer juego más vendido de la NES, con más de 17 millones de copias vendidas en todo el mundo. También inspiró una serie animada de televisión, producida por DIC Entertainment.
Super Mario Bros. 3 fue reeditado para la Super NES como parte de Super Mario All-Stars en 1993 y para Game Boy Advance como Super Mario Advance 4: Super Mario Bros. 3 en 2003. Se relanzó en la Consola Virtual de Wii U y 3DS, y se incluyó en la NES Classic Mini. El 19 de septiembre de 2018, se relanzó en el servicio Nintendo Classics con la función de juego en red.

## Sistema de juego

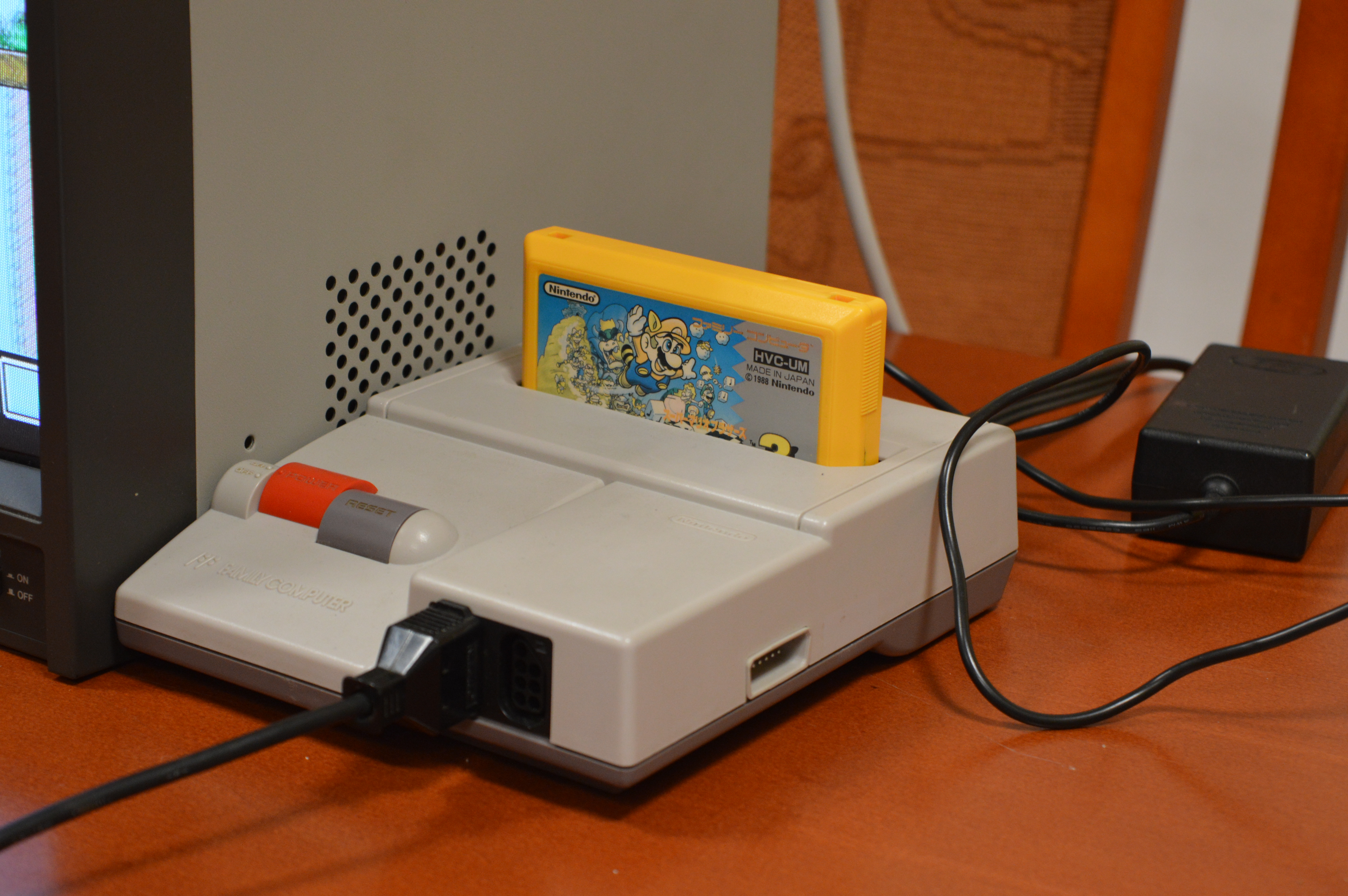
Super Mario Bros. 3 de Famicom.

Super Mario Bros. 3 es un videojuego de plataforma 2D de desplazamiento lateral similar a sus antecesores: Super Mario Bros, Super Mario Bros. 2, etc. en el que el protagonista (Mario o Luigi) es visto desde una perspectiva de tercera persona. Sin embargo, a pesar de contar el modo de juego clásico, Super Mario Bros. 3 es un juego diferente a sus predecesores, con más puzles, enemigos y zonas secretas, introducidos para aumentar el nivel de dificultad.
Cada región o mundo se divide en niveles y se incluye una octava región al final, siendo este el Reino de Bowser. Los ocho mundos tienen diferentes características visuales. Por ejemplo, el segundo mundo, "Desert Hill", contiene niveles desérticos con pirámides, mientras que los niveles del cuarto mundo, "Big Island", se rellenan con obstáculos y los enemigos son 3 veces más grandes que en los demás mundos.
El jugador se desplaza durante el juego a través de dos pantallas: un mapa que muestra el mundo y sus respectivos niveles, y el campo de juego del nivel. El mapa del mundo muestra una representación aérea y tiene varios caminos que llevan de la entrada del mundo a un castillo. Las rutas conectan los niveles, fortalezas y otros íconos del mapa y permitirá a los jugadores a tomar rutas diferentes para llegar a la meta de cada mundo. La mayor parte del juego tiene lugar en estos niveles, donde el jugador debe atravesarlos, saltando y esquivando o derrotando a sus enemigos.
Completar las etapas permite al jugador progresar a través del mapa del mundo y avanzar a los siguientes. Cada mundo cuenta como etapa final a un jefe, Koopaling (uno de los hijos de Bowser), quien se encuentra en una aeronave, mientras que el jugador que batalla a Bowser lo hace en su castillo. Varios íconos del mapa incluyen grandes rocas y puertas cerradas que impiden seguir un camino y minijuegos especiales que proporcionan al jugador la oportunidad de obtener un poder especial (power-ups) o aumentar puntos de vida. Una nueva característica es la opción del jugador para guardar los objetos obtenidos en los minijuegos para su uso posterior a través de un menú accesible en la pantalla del mundo. Estos objetos, aparte de los ya conocidos (el súper hongo y la flor de fuego) pueden permitirte nadar mejor (Traje de rana), volar por un periodo limitado de tiempo (la súper hoja, el traje de tanuki, el cual te permite transformarte en una estatua invencible, y el ala, el único objeto que te permite volar ilimitadamente), tomar la apariencia de uno de los enemigos, el Hermano del martillo, con el traje de martillo y soportar ataques de fuego. Asimismo, puedes conseguir (sólo 3 veces en todo el juego) la Flauta mágica (cuya melodía se escucha en La leyenda de Zelda), que te permite avanzar a otro mundo (reino).

### Objetos

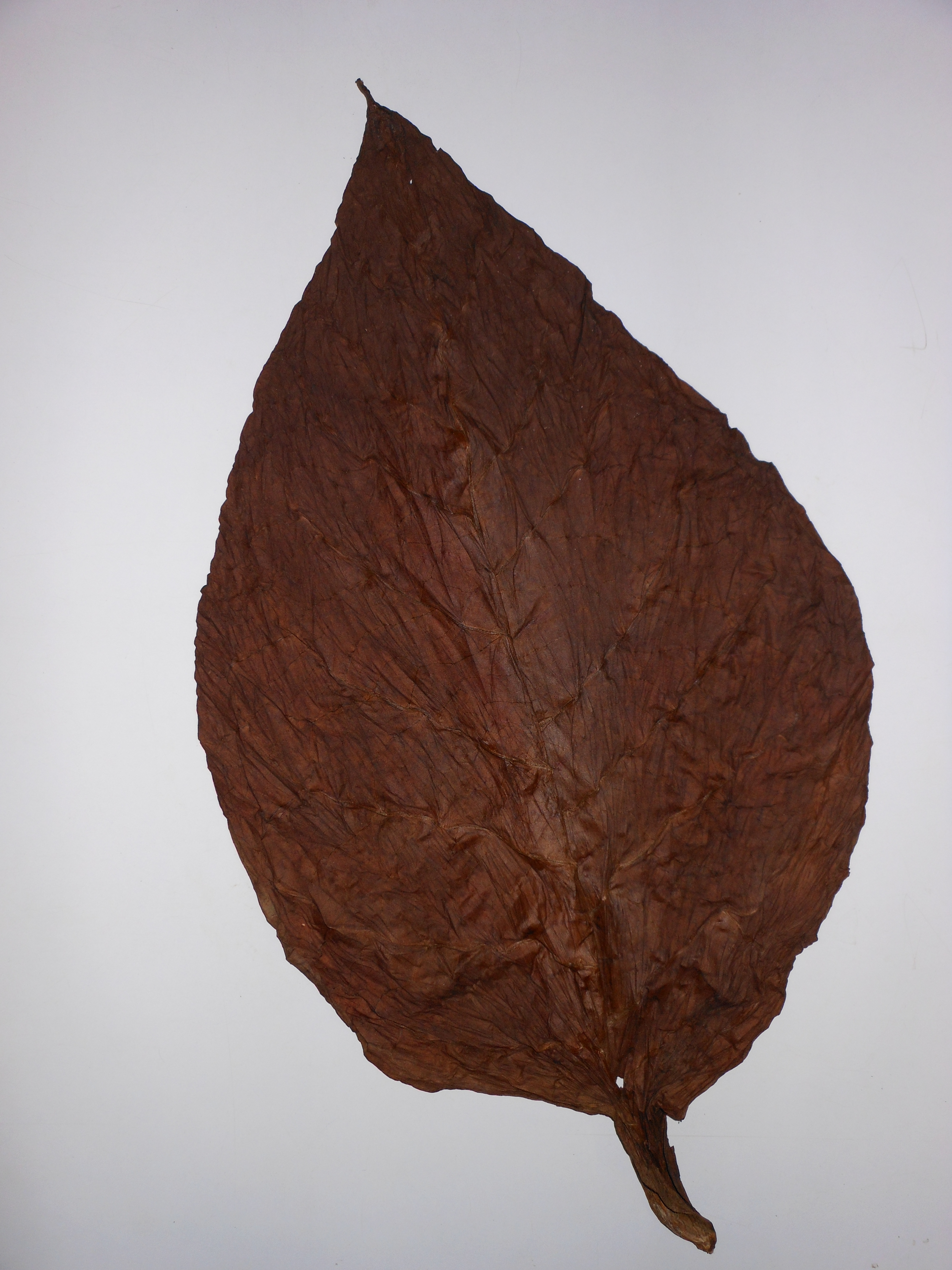
La Super Hoja es el primer power up que permitió a Mario volar.

Al igual que en Super Mario Bros., en este título Mario puede usar varios objetos diferentes que le dan poderes especiales. Estos se consiguen en varios puntos de los diferentes niveles, en los minijuegos — como en la casa de Toad —, en las cartas de la Princesa Peach, etc. Se pueden obtener vidas extra juntando cartas que obtienes cuando finalizas un nivel, encontrando un panel de picas, o juntando 100 monedas como en SMB.
En Super Mario Bros. 3 se incluyen cuatro artículos del SMB original, éstos son: la súper estrella (スーパースター Sūpā Sutā?), la cual convierte a Mario en invencible temporalmente, siendo inmune a la muerte por cualquier medio excepto por lava y por una caída a un pozo sin fondo; el champiñón rojo (スーパーキノコ Sūpā Kinoko?, o Súper champiñón), que duplica el tamaño de Mario, transformándolo en Súper Mario. Puede romper ladrillos golpeándolos por debajo y recibir un golpe sin morir. La flor de fuego (ファイアフラワー Faia Furawā?), con la cual Súper Mario pasa a ser Fire Mario y puede lanzar bolas de fuego que rebotan en el suelo y ayuda a derrotar más fácilmente a algunos enemigos. Y, finalmente, el champiñón verde (1UPキノコ 1UP Kinoko?, o Champiñón 1-Up). En varios puntos de los niveles, Mario y Luigi pueden encontrar estos hongos especiales, con los que obtienen una vida extra.
Además de los ya mencionados, en SMB3 se agrega, también, la súper hoja (スーパーこのは Sūpā Konoha?), que convierte a Super Mario en Mario Mapache (Raccoon Mario), con el cual puede utilizar su cola para golpear a los enemigos. Agitando su cola, Mario puede descender lentamente de un salto, e incluso volar brevemente (previamente corriendo y rellenando el contador P). El traje de rana (カエルスーツ Kaeru Sūtsu?) dificulta el movimiento en tierra, pero da la capacidad de nadar de manera más rápido, permitiendo avanzar contra corriente y dentro de tuberías secretas submarinas. El traje de Tanuki (タヌキスーツ Tanuki Sūtsu?) permite a Mario volar, al igual que Mario Mapache. Además permite convertirse en estatua, lo que proporciona inmunidad temporal. Este traje está inspirado en el Tanuki, animal mítico japonés. El traje de martillo (ハンマースーツ Hanmā Sūtsu?), con el cual Mario puede lanzar martillos, como los "Hammer Brothers". Mientras el jugador esté agachado, se hace invencible ante los ataques de bolas de fuego. La Bota de Goomba (クリボーの靴 Kuribō no Kutsu?) es un objeto en donde Mario puede ingresar y así pisotear Plantas Piraña y Trampas de Fuego para destruirlas. La habilidad de salto también mejora. La bota solamente está disponible en el nivel 5-3 y se pierde cuando el jugador lo termina. El P-Wing (Pスイッチ P Suitchi?), que convierte a Mario en "Mario Mapache", pero su contador P siempre está lleno, permitiéndole al jugador volar un nivel entero a salvo de amenazas.
Por último, se incluyen también artículos exclusivos para la pantalla de mundos como: la nube de Lakitu (ジュゲムの雲 Jugemu no Kumo?), que cuando se usa hace que el ícono de Mario en el mapa pase a ser una nube y este puede superar un nivel aunque no se haya terminado; la flauta mágica funciona de manera similar a los warp pipes ("tuberías de distorsión", que son los más utilizados en Super Mario Bros.), pudiendo Mario transportarse a otros mundos de manera rápida. Solamente hay tres flautas mágicas en el juego. Está además el Ancla, que evita que la aeronave se mueva de un sitio a otro en caso de no derrotar al jefe; la caja de música permite hacer dormir a los Hammer Bros. y, en el mundo 7, a los niveles de plantas piraña; y el martillo, que permite romper piedras del mapa.

### Diferencias en los diálogos
Además de tener pequeñas diferencias en los títulos de los mundos, la versión japonesa y norteamericana difieren también en los diálogos entre Toad y Mario y la Princesa Toadstool con este último. Así, cada vez que se ingresa a un nivel de castillo, Toad recibe al jugador con el siguiente mensaje (versión japonesa y norteamericana respectivamente):

たいへん！ たいへん！
 おうさま が こんな すがた に かえられたよ。
 まほう　の　つえ　とり　かえして　ください。
¡Es terrible! 
 ¡El Rey ha sido cambiado! 
 Por favor, recupera la varita mágica.

Oh, it's terrible!

The King has been transformed!

Please find the magic wand so we can change him back.
¡Oh, es terrible! 
 ¡El Rey ha sido transformado! 
 Por favor, encuentra la varita mágica para así poder devolverlo a como era.

Siendo ambos mensajes ligeramente diferentes. En cambio, tras derrotar a Bowser y encontrarte con la Princesa, las versiones cambian significativamente. Mientras que en la versión japonesa la Princesa originalmente dice:

ありがとう！　やっと　きのこ　の　せかい　に　へいわ　が　もどりました。
　おしまいっ！
¡Gracias! 
 Al fin el Mundo Champiñón volverá a estar en paz
 ¡Eso es todo!

En la versión americana afirma:

Thank you. But our princess is in another castle!...
Just kidding! Ha ha ha! 
 Bye Bye.
Gracias. ¡Pero nuestra princesa está en otro castillo!...
 ¡Sólo bromeaba! Ja ja ja 
 ¡Adiós!.

Como referencia a la irritante frase que dice Toad a Mario en Super Mario Bros. Al ser rescatado por este último luego de derrotar a los tripulantes de Bowser en los siete primeros mundos.

## Desarrollo
| Director                 | Shigeru Miyamoto                |
| Diseño de los personajes | Shigeru Miyamoto                |
| Composición del sonido   | Koji Kondo                      |
| Guionistas               | Shigeru Miyamoto                |
| Productores              | Shigeru Miyamoto Takashi Tezuka |
| Productor ejecutivo      | Satoru Iwata                    |
| Referencias              | [ 21 ]                          |

Super Mario Bros. 3 fue desarrollado por el Equipo 4 del departamento de investigación y desarrollo de Nintendo en Japón, tardando más de dos años en completar el juego. El desarrollador Shigeru Miyamoto dirigió a los diseñadores y programadores, trabajando estrechamente con ellos durante los conceptos iniciales y las fases finales, fomentando un intercambio libre de ideas. Miyamoto considera originales las ideas de sus colaboradores para crear un juego de éxito.

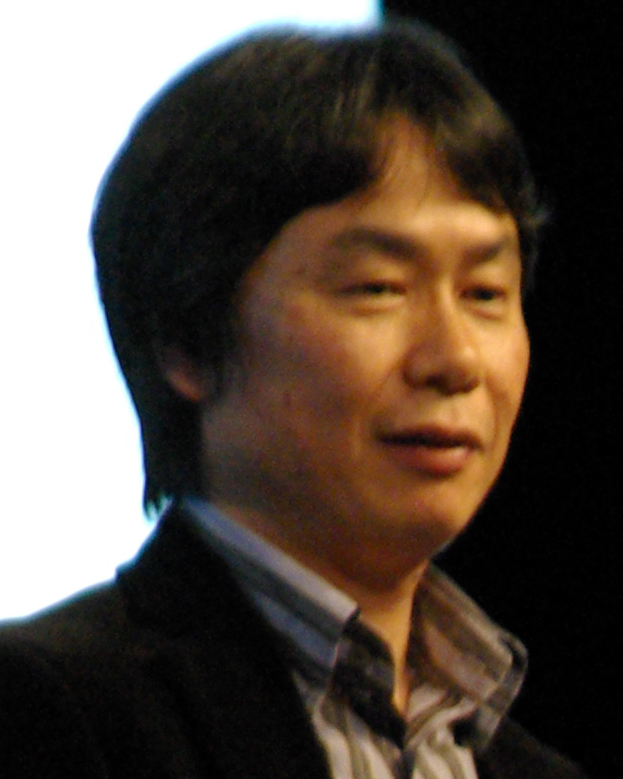
Shigeru Miyamoto, el productor de Super Mario Bros. 3, ha participado en cada videojuego de la serie Super Mario Bros.

Al comienzo de la producción, el equipo de desarrollo de Super Mario Bros. 3 quería que el juego utilizara una vista isométrica aérea. Los desarrolladores descubrieron que era difícil equilibrar el juego de plataformas en torno a esta perspectiva, lo que los llevó a abandonar la idea. Varios elementos gráficos del último Super Mario Bros. 3 fueron influenciados por la dirección original, como el piso a cuadros en blanco y negro en la pantalla de título.
El juego fue diseñado para atraer a jugadores de diversos niveles de habilidad. Para ayudar a los jugadores menos hábiles, las monedas de bonificación y vidas extra son más abundantes en los primeros mundos, mientras que los siguientes presentan retos más complejos para los jugadores más experimentados. En el modo de dos jugadores, los jugadores alternan turnos para equilibrar el tiempo de juego. El equipo de desarrollo incluyó nuevos power-ups y conceptos que le darían a Mario la aparición de diferentes criaturas como un medio para que le proporcione nuevas habilidades. Se tuvo inicialmente la idea de un Mario cambiado en un centauro, pero fue descartada en favor de una cola de mapache que le permite la habilidad de volar por un tiempo limitado. Otros trajes con habilidades diferentes se añadieron a su repertorio y los niveles fueron diseñados para aprovechar dichas capacidades.  Además, se incluyeron nuevos enemigos para agregar diversidad al juego, junto con las variantes de enemigos anteriores, tales como los Goombas, Hammer Bros. y Koopa Troopas.
Las experiencias personales de Miyamoto y su equipo sirvieron de inspiración para nuevos enemigos. Por ejemplo, la idea de los enemigos Chain Chomp (ワンワン Wan Wan?, criaturas esféricas y similares a un perro) proviene de una mala experiencia que Miyamoto tuvo con un perro cuando era un niño. Los hijos de Bowser fueron diseñados para ser únicos en apariencia y personalidad, basados en siete de los programadores, como un homenaje a su trabajo y esfuerzo. Los nombres de ellos serían luego cambiados por músicos conocidos en su traducción al inglés. La versión americana del juego tuvo algunas pequeñas diferencias gráficas y — para que el nivel de dificultad fuera un poco más fácil — se cambió para que si Mario fuera golpeado por un enemigo, simplemente perdería cualquier power-up que poseyera en vez de regresar a su tamaño, como en el original Super Mario Bros. — es decir, si Fire Mario o Raccoon Mario era golpeado, regresaba a ser Super Mario y no el Mario original.
Los gráficos de los personajes fueron creados mediante una máquina especial de gráficos ("Generador de Caracteres Diseño Asistido por Ordenador"), que generó una amplia colección de todas las formas gráficas utilizadas en el juego. A las formas se les asignó números que los códigos utilizaron para tener acceso durante el juego y se combinan para formar una imagen completa en la pantalla en tiempo real. El cartucho de Super Mario Bros. 3 usa el chip MMC3 (Memory Management Controller), que ayuda a mejorar las capacidades del NES. El MMC3 permite cuadros animados, RAM adicional para el desplazamiento diagonal y un temporizador para el split screen. El juego utiliza estas funciones para dividir la pantalla de juego en dos partes, un campo de juego en la parte superior y una barra de estado en la parte inferior, permitiendo que la parte superior se use para desplazarse mientras que la parte inferior permanece estática como una pantalla de texto que brinda información.
Una escasez de chips en 1988 provocó que Nintendo retrasara el lanzamiento de algunos juegos en Estados Unidos, incluyendo SMB3. El retraso, sin embargo, presentó una oportunidad a Nintendo para promover el juego mediante otros medios. En 1989, Tom Pollack, de Universal Studios informó al departamento de marketing de Nintendo of America sobre una película de videojuegos, inspirado por las competiciones de videojuegos de dicha empresa, solicitando sus videojuegos e incluirlas en la grabación de una para un público joven. Nintendo cedió los derechos, y Universal produjo así The Wizard. Durante la producción, los cineastas solicitaron y obtuvieron la aprobación de Nintendo con respecto al guion y la representación de los juegos. Super Mario Bros. 3 fue uno de los productos que se muestran en la película y fue utilizada en una escena final de un concurso de videojuegos. La película fue estrenada en diciembre de 1989, pocos meses antes del lanzamiento del juego.

## Recepción
Super Mario Bros. 3 fue líder de ventas durante su lanzamiento, siendo uno de los juegos más vendidos de todos los tiempos. En 1993, el juego había vendido 4 y 7 millones de unidades en Japón y Estados Unidos respectivamente, obteniendo Nintendo más de 500 millones de dólares en ingresos. Según el escritor David Sheff, si SMB3 hubiera sido un disco musical, habría obtenido 11 discos de platino. En 2008, el Libro Guinness de récords mundiales colocó a SMB3 como el videojuego más vendido por separado de una consola, e informó que las ventas mundiales superaban las 18 millones de copias. Game Informer reportó en octubre de 2009 que la versión de Virtual Console había vendido un millón de copias.
El título fue bien recibido por las revistas de videojuegos. Julian Rignall de Mean Machines se refiere a Super Mario Bros. 3 como el «mejor videojuego» que nunca ha jugado, citando que es un adictivo juego que ofrece intensidad y desafío. Un segundo revisor de Mean Machines, Matt Regan, predijo que el juego sería un éxito de ventas en el Reino Unido, y se hizo eco de la alabanza de Rignall nombrándolo un «juego realmente brillante». Regan dijo además que el juego ofrece elementos para que los jugadores prueben sus «cerebros y reflejos», y aunque los gráficos eran simples, eran «increíblemente variados». En una revisión preliminar del juego, Nintendo Power le dio una alta calificación en gráficos, audio, reto, modo de juego, y diversión. Edge magazine consideró a Super Mario Bros. 3 como el título sobresaliente de Nintendo durante 1988, y comentó que su éxito eclipsó al primer Super Mario Bros. como un hito en ventas, ya que aunque el primer título vendió 40 millones de copias, este fue incluido en packs junto a la consola NES. Además, elogiaron el mapa de mundos como una alternativa elegante a un menú para seleccionar los niveles.
Skyler Miller de AllGames elogió muchos de los elementos del juego: diseño de niveles, gráficos, música y su modo de juego no lineal. Dengeki se refiere al juego como un título popular y expresó su emoción tras su lanzamiento en la consola Game Boy Advance. Sobre el juego, los artículos ocultos son elementos muy bien recibidos. Rignall los considera un componente adictivo del juego, y Sheffield afirma que encontrar los objetos secretos en el juego, tales como las flautas, supone siempre una gran satisfacción. Las críticas se centraron en diferentes aspectos del juego. Miller considera la exclusión de un sistema para guardar el progreso, mientras que Rignall describe el audio y gráficos como anticuados en comparación con los juegos en los entonces nuevos Sega Genesis y Super Nintendo Entertainment System (SNES).
Debido a su popularidad, Super Mario Bros. 3 ha aparecido en numerosas listas de ventas de videojuegos. El juego debutó en la lista de Nintendo Power en el número 20 en septiembre de 1989. Ingresó en los 10 mejores pocos meses después y para mayo de 1990 estaba en primer lugar. Super Mario Bros. 3 se mantuvo dentro de los 20 mejores por más de cinco años. Más de una década después, la revista la calificó como la número seis en su lista "200 Greatest Nintendo Games". El juego se encuentra en el puesto 11, detrás de Super Mario Bros., en la lista "Los 100 más grandiosos juegos de Nintendo de todos los tiempos" de la Official Nintendo Magazine. En 2007, Screwattack nombró a Super Mario Bros. 3 el mejor juego de la franquicia, así como el mejor juego en la NES, citando sus gráficos, power-ups, ítems y popularidad, resumiendo que «es simplemente increíble» y «si no han experimentado esta grandeza, que lástima». En una encuesta realizada por Dengeki, empató con Super Mario World como la número tres en videojuegos que sus lectores hayan jugado por primera vez.
El juego ha sido clasificado en varias de las listas de "Top Games" de IGN. En 2005, estuvo en el puesto 23 entre 100 juegos, y reconoció su control preciso e intuitivo. Los editores de IGN de los Estados Unidos, Reino Unido, y Australia calificaron a Super Mario Bros. 3 en el número 39 en su "Top 100 Games" de 2007, citando a Miyamoto por sus «ingeniosos» diseños. Asimismo, comentaron que el juego mejoró con «conceptos brillantes» respecto de los títulos anteriores con nuevos power-ups y enemigos. Lectores de la página web lo colocaron en los puestos 32 en 2005 y 21 en 2006 de los respectivos "Top Games". En 2007, fue incluido en el Game Canon, una lista de los diez videojuegos más importantes seleccionados por un comité para preservar los títulos clave dentro de la industria. En 2009, Game Informer colocó a Super Mario Bros. 3 en el puesto 9 de su lista de "The Top 200 Games of All Time", afirmando que es «un juego con un poder duradero increíble que no se olvida pronto».
La página Viciojuegos.com analizó también el juego, afirmando que Super Mario Bros. 3 «ofrece una mejora sustancial de lo visto en Super Mario Bros., y es casi tan revolucionario como él» destacando sus «gráficos sensacionales y detallados, llenos de colorido y variedad que resaltan el aire desenfadado y la frescura del título». Tras el lanzamiento en la Consola Virtual de Wii, Dswii.es realizó a su vez su propio análisis del videojuego, agregando que «SMB3 es uno de los juegos más influyentes de su época, sus fases, sus plataformas y sus enemigos forman parte inseparable de los grandes de los videojuegos...» recomendando además la descarga de este último.

## Legado
Super Mario Bros. 3 introdujo varios elementos que fueron transferidos a posteriores juegos de Mario. Un mapa de mundos similar se utiliza en Super Mario World y New Super Mario Bros., y la habilidad de Mario para volar ha sido una característica de juegos tales como Super Mario World y Super Mario Galaxy. El cabello rojo de Bowser fue añadido al diseño del personaje en el juego y desde entonces se ha convertido en una parte de su aspecto normal, a pesar de que se agregó originalmente en Super Mario Bros.: Peach-Hime Kyushutsu Dai Sakusen! en 1986. A través de una colaboración entre NBC y Nintendo América, una serie animada titulada The Adventures of Super Mario Bros. 3 fue creada en 1990 por DIC Entertainment. El show se transmitía semanalmente y presentaba a numerosos personajes, enemigos, y escenarios del videojuego. Otros productos de Nintendo han incluido varios elementos del juego. La música de Super Mario Bros. 3 aparece como una pista en Nintendo Sound Selection Koopa, una colección de canciones de los juegos de Nintendo. Se emplearon varias fases del juego y gráficos como tema de fondo en el juego de Nintendo DS de 2006, Tetris DS.
Un legado ha sido en el videojuego Super Mario 3D Land, en el cual se reincorpora el traje de Tanooki —versión mejorada del mapache con la habilidad de transformación en estatua—, pero esta vez se limita a sus habilidades —solo que esta vez puede patalear como si fuera Yoshi en vez de capturar el viento para volar— y se creó un traje Estatua —igual al traje Tanooki pero con un pañuelo, recupera la habilidad original de la estatua—. La súper hoja también está como ítem en New Super Mario Bros. 2 , donde su uso es más fieles al original, teniendo hasta el contador P. En él existe una versión dorada que da invencibilidad y se otorga opcionalmente cuando se pierden cinco vidas. La estética del juego y de los niveles se pueden recrear en Super Mario Maker y su secuela.
El icono de la super hoja ha sido utilizado desde Mario Kart DS para la Copa Hoja y se implementó como objeto en Mario Kart 7. La estética actual de la hoja es recurrente en los mundos de Mario, especialmente en los bosques. También está como objeto en Super Smash Bros. para Nintendo 3DS / Wii U y Super Smash Bros. Ultimate transformando a los personajes en mapaches y les permite flotar en el aire.

## Versiones alternativas

### Super Mario All-Stars
De manera similar que Super Mario Bros. y Super Mario Bros. 2, SMB3 fue rediseñado e incluido en la recopilación Super Mario All-Stars, incluyendo además Super Mario Bros.: The Lost Levels, siendo lanzado en 1993 para la consola SNES. Como una compensación al juego original, se ha incluido un sistema para guardar el progreso, solo que en este caso no guarda el nivel y subniveles completados en sí, si no el inicio del mundo o castillo donde se había quedado el jugador cuando guardó la partida.

### Super Mario Advance 4
Fue adaptada también para la consola Game Boy Advance en el juego de 2003 Super Mario Advance 4 – Super Mario Bros. 3 la cual incluye varias actualizaciones y algunos cambios originalmente incluidos en Super Mario All-Stars. Cuenta con gráficos similares a la versión de SNES, junto con una paleta de colores más amplio y un desplazamiento parallax, aunque este último no está al mismo nivel. El minijuego de Mario Bros. permite hasta cuatro jugadores en lugar de dos, y el periférico Nintendo e-Reader da acceso al jugador a los tutoriales, así como a nuevos temas y niveles.

### Consola Virtual
A finales de 2007, Super Mario Bros. 3 fue lanzado a través de la Consola Virtual de Wii, pero contó con la gráfica y modo de juego de la versión de NES. También se volvió en 2014 a publicar en la Consola Virtual de Nintendo 3DS y Wii U. El juego se incluyó como uno de los minijuegos de NES Remix 2 para Wii U y NES Remix Pack para 3DS en 2014 y como uno de los treinta títulos preinstalados incluidos con la consola NES Classic Edition en 2016. Fue nuevamente relanzado para Nintendo Switch Online en su lanzamiento el 19 de septiembre de 2018.
La versión de Game Boy Advance también fue relanzada en 2015 para la Consola Virtual de Wii U y fue de los juegos de lanzamiento de la app de Game Boy Advance para Nintendo Switch Online el 8 de febrero de 2023. La mayor novedad de los relanzamientos de esta versión, es la inclusión de los niveles desbloqueables con el periférico de Nintendo e-Reader, algunos de estos niveles fueron lanzados solo en Japón o no fueron lanzados.